# Andriej Alszan
Andriej Igoriewicz Alszan (ros. Андрей Игоревич Альшан; ur. 18 marca 1960 w Baku) – radziecki szablista, brązowy medalista olimpijski i wielokrotny medalista mistrzostw świata.
Na igrzyskach olimpijskich w Seulu w 1988 roku reprezentacja ZSRR w składzie: Siergiej Mindirgasow, Michaił Burcew, Heorhij Pohosow, Andriej Alszan i Siergiej Koriażkin zdobyła drużynowo srebrny medal. W zawodach indywidualnych zajął dziewiąte miejsce. Były to jego jedyne starty olimpijskie.
Podczas mistrzostw świata w Wiedniu w 1983 roku razem z Heorhijem Pohosowem, Wiktorem Krowopuskowem, Michaiłem Burcewem i Chusiejnem Ismaiłowem zwyciężył w turnieju drużynowym. W konkurencji tej zdobywał następnie złote medale na mistrzostwach świata w Barcelonie (1985), mistrzostwach świata w Sofii (1986), 
mistrzostwach świata w Lozannie (1987), mistrzostwach świata w Denver (1989) i mistrzostwach świata w Lyonie (1990), srebrne podczas mistrzostw świata w Clermont-Ferrand (1981) i mistrzostw świata w Budapeszcie (1991) oraz brązowy podczas mistrzostw świata w Rzymie (1982). Na ostatniej z tych imprez wywalczył również srebrny medal w zawodach indywidualnych, przegrywając w finale z Wiktorem Krowopuskowem.
Po zakończeniu kariery pracował jako trener. W latach 1996–2004 prowadził reprezentację Włoch, a w latach 2004-2010 kobiecą reprezentację Rosji.